# Cratogeomys fumosus
Димни гофер (лат. Cratogeomys fumosus, енгл. Smoky pocket gopher) је сисар из реда глодара и породице гофера (лат. Geomyidae).

## Распрострањење
Мексико је једино познато природно станиште врсте.

## Станиште
Димљиви гофер има станиште на копну.

## Угроженост
Ова врста није угрожена, и наведена је као последња брига јер има широко распрострањење.

### Популациони тренд
Популација ове врсте је стабилна, судећи по доступним подацима.